# Протокол Деннинг — Сакко
Протокол Деннинг — Сакко — общее название для симметричного и асимметричного протоколов распространения ключей с использованием доверенной стороны.

## История
В 1981 году сотрудники университета Пердью (англ. Purdue University) Дороти Деннинг (англ. Dorothy E. Denning) и Джованни Мария Сакко (англ. Giovanni Maria Sacco) представили атаку на протокол Нидхема — Шрёдера и предложили свою модификацию протокола, основанную на использовании временны́х меток.

## Протокол Деннинг — Сакко с симметричным ключом
При симметричном шифровании предполагается, что секретный ключ, принадлежащий клиенту, известен только ему и некоторой третьей доверенной стороне — серверу аутентификации. В ходе выполнения протокола клиенты (Алиса, Боб) получают от сервера аутентификации (Трент) новый секретный сессионный ключ для шифрования взаимных сообщений в текущем сеансе связи. Рассмотрим реализацию протокола Деннинг — Сакко с симметричным ключом:
1. {\displaystyle Alice\to \left\{A,B\right\}\to Trent}
2. {\displaystyle Trent\to \left\{B,K,T_{T},\left\{A,K,T_{T}\right\}_{K_{B}}\right\}_{K_{A}}\to Alice}
3. {\displaystyle Alice\to \left\{A,K,T_{T}\right\}_{K_{B}}\to Bob}

### Описание
Первое сообщение от Алисы к Тренту содержит в себе идентификаторы участников предстоящего обмена — Алисы и Боба. Данное сообщение посылается открытым текстом:
{\displaystyle Alice\to \left\{A,B\right\}\to Trent}
Трент генерирует сессионный ключ {\displaystyle K} и отправляет Алисе зашифрованное сообщение, которое включает в себя идентификатор Боба, сессионный ключ, метку времени и пакет {\displaystyle \left\{A,K,T_{T}\right\}_{K_{B}}}, выполняющий роль сертификата Алисы:
{\displaystyle Trent\to \left\{B,K,T_{T},\left\{A,K,T_{T}\right\}_{K_{B}}\right\}_{K_{A}}\to Alice}
Затем Алиса расшифровывает сообщение Трента и отправляет Бобу свой сертификат {\displaystyle \left\{A,K,T_{T}\right\}_{K_{B}}}:
{\displaystyle Alice\to \left\{A,K,T_{T}\right\}_{K_{B}}\to Bob}
По окончании протокола у Алисы и Боба есть общий сеансовый ключ {\displaystyle K}.
Алиса и Боб могут убедиться в том, что полученные ими сообщения валидные, с помощью проверки меток времени {\displaystyle T_{T}}.

### Атака на протокол
В 1997 году Гэвин Лоу (англ. Gavin Lowe) представил атаку на протокол:
- Алиса и Боб завершают сеанс протокола, в результате чего у сторон вырабатывается сессионный ключ {\displaystyle K}:

1. {\displaystyle Alice\to \left\{A,B\right\}\to Trent}
2. {\displaystyle Trent\to \left\{B,K,T_{T},\left\{A,K,T_{T}\right\}_{K_{B}}\right\}_{K_{A}}\to Alice}
3. {\displaystyle Alice\to \left\{A,K,T_{T}\right\}_{K_{B}}\to Bob}
- Далее злоумышленник повторяет последнее сообщение Алисы:

4. {\displaystyle Attacker\to \left\{A,K,T_{T}\right\}_{K_{B}}\to Bob}
Действия злоумышленника приводят к тому, что Боб решает, будто Алиса хочет установить с ним новое соединение.

### Модификация протокола
В той же работе Лоу предложил модификацию протокола, в которой обеспечивается аутентификация Алисы перед Бобом:
- Сначала Алиса и Боб полностью повторяют сеанс протокола:

1. {\displaystyle Alice\to \left\{A,B\right\}\to Trent}
2. {\displaystyle Trent\to \left\{B,K,T_{T},\left\{A,K,T_{T}\right\}_{K_{B}}\right\}_{K_{A}}\to Alice}
3. {\displaystyle Alice\to \left\{A,K,T_{T}\right\}_{K_{B}}\to Bob}
- Затем Боб генерирует случайное число, шифрует его на сессионном ключе {\displaystyle K} и отправляет Алисе:

4. {\displaystyle Bob\to \left\{R_{B}\right\}_{K}\to Alice}
- Алиса расшифровывает сообщение Боба, прибавляет к {\displaystyle R_{B}} единицу, шифрует полученный результат на сессионном ключе {\displaystyle K} и отправляет Бобу:

5. {\displaystyle Alice\to \left\{R_{B}+1\right\}_{K}\to Bob}
После того как Боб расшифрует сообщение Алисы, он сможет проверить факт владения Алисы сессионным ключом {\displaystyle K}.
В рамках протокола Боб никак не подтверждает получение нового сессионного ключа {\displaystyle K} и возможность им оперировать. Сообщение от Алисы на 5-м проходе могло быть перехвачено или изменено злоумышленником. Но никакого ответа Алиса от Боба уже не ожидает и уверена, что протокол завершился успешно.

## Протокол Деннинг — Сакко с открытым ключом
Асимметричный вариант протокола Деннинг — Сакко. Сервер аутентификации владеет открытыми ключами всех клиентов. Рассмотрим реализацию протокола Деннинг — Сакко с открытым ключом:
1. {\displaystyle Alice\to \left\{A,B\right\}\to Trent}
2. {\displaystyle Trent\to \left\{S_{T}\left(A,K_{A},T_{T}\right),S_{T}\left(B,K_{B},T_{T}\right)\right\}\to Alice}
3. {\displaystyle Alice\to \left\{E_{B}\left(S_{A}\left(K,T_{A}\right)\right),S_{T}\left(A,K_{A},T_{T}\right),S_{T}\left(B,K_{B},T_{T}\right)\right\}\to Bob}

### Описание
Первое сообщение от Алисы к Тренту содержит в себе идентификаторы участников предстоящего обмена — Алисы и Боба. Данное сообщение посылается открытым текстом:
{\displaystyle Alice\to \left\{A,B\right\}\to Trent}
В ответ Трент отправляет Алисе подписанные сертификаты открытых ключей Алисы и Боба. Дополнительно в каждый сертификат добавляются временные метки:
{\displaystyle Trent\to \left\{S_{T}\left(A,K_{A},T_{T}\right),S_{T}\left(B,K_{B},T_{T}\right)\right\}\to Alice}
Алиса генерирует новый сессионный ключ {\displaystyle K} и отправляет его Бобу вместе с меткой времени {\displaystyle T_{A}}, подписав это своим ключом и зашифровав это открытым ключом Боба, вместе с обоими сообщениями, полученными от Трента:
{\displaystyle Alice\to \left\{E_{B}\left(S_{A}\left(K,T_{A}\right)\right),S_{T}\left(A,K_{A},T_{T}\right),S_{T}\left(B,K_{B},T_{T}\right)\right\}\to Bob}
Боб проверяет подпись доверенного центра на сертификате {\displaystyle S_{T}\left(A,K_{A},T_{T}\right)}, расшифровывает сессионный ключ {\displaystyle K} и проверяет подпись Алисы.

### Атака на протокол
Абади и Нидхем описали атаку на протокол, в ходе которой Боб, получив сообщение от Алисы, может выдать себя за неё в сеансе с другим пользователем. Отсутствие в сообщении от Алисы {\displaystyle E_{K_{B}}\left(S_{A}\left(K,T_{A}\right)\right)} идентификатора Боба приводит к тому, что Боб может использовать принятые от Алисы данные для того, чтобы выдать себя за Алису в новом сеансе с третьей стороной (Кларой).
- Сначала Алиса и Боб проводят стандартный сеанс протокола, выработав новый сессионный ключ {\displaystyle K}:

1. {\displaystyle Alice\to \left\{A,B\right\}\to Trent}
2. {\displaystyle Trent\to \left\{S_{T}\left(A,K_{A},T_{T}\right),S_{T}\left(B,K_{B},T_{T}\right)\right\}\to Alice}
3. {\displaystyle Alice\to \left\{E_{B}\left(S_{A}\left(K,T_{A}\right)\right),S_{T}\left(A,K_{A},T_{T}\right),S_{T}\left(B,K_{B},T_{T}\right)\right\}\to Bob}
- После этого Боб инициирует новый сеанс с Кларой и действует в рамках протокола:

4. {\displaystyle Bob\to \left\{B,C\right\}\to Trent}
5. {\displaystyle Trent\to \left\{S_{T}\left(B,K_{B},T_{T}\right),S_{T}\left(C,K_{C},T_{T}\right)\right\}\to Bob}
- На последнем шаге протокола Боб воспроизводит в сеансе с Кларой сообщения {\displaystyle S_{A}\left(K,T_{A}\right)} и {\displaystyle S_{T}\left(A,K_{A},T_{T}\right)}, полученные от Алисы:

6. {\displaystyle Bob\to \left\{E_{C}\left(S_{A}\left(K,T_{A}\right)\right),S_{T}\left(A,K_{A},T_{T}\right),S_{T}\left(C,K_{C},T_{T}\right)\right\}\to Clara}
Клара успешно проверяет подпись доверенного центра на сертификате {\displaystyle S_{T}\left(A,K_{A},T_{T}\right)}, расшифровывает сессионный ключ {\displaystyle K} и проверяет подпись Алисы. В результате Клара уверена, что установила сеанс связи с Алисой, поскольку все необходимые шаги протокола были проделаны верно и все сообщения оказались корректны.